# Schlachthof Quedlinburg

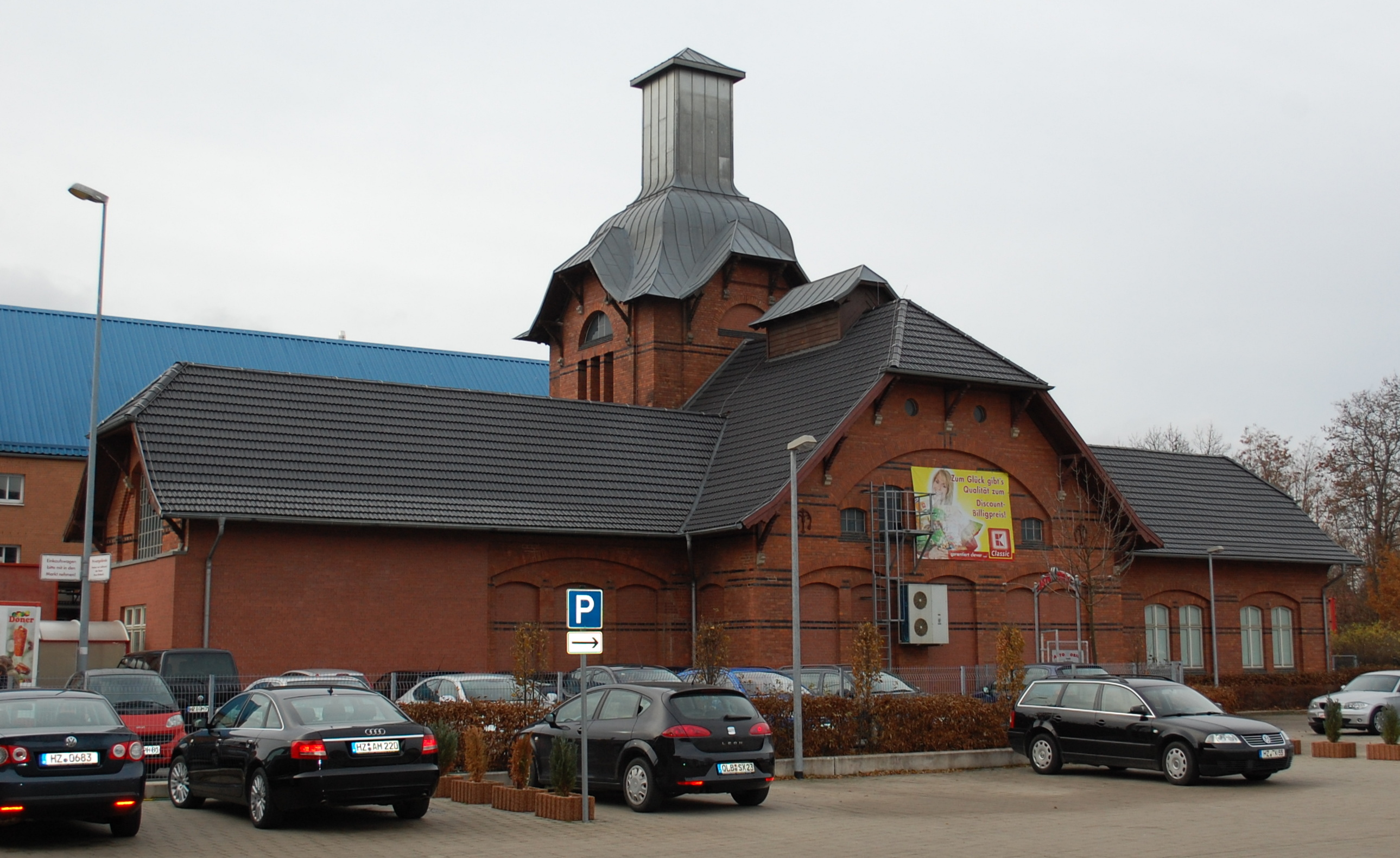
Ehemaliger Schlachthof Quedlinburg

Der Schlachthof Quedlinburg war ein städtischer Schlachthof in der Stadt Quedlinburg in Sachsen-Anhalt. Die erhalten gebliebenen Gebäude sind denkmalgeschützt.

## Lage
Das Schlachthofgelände befand sich südöstlich der Quedlinburger Innenstadt an der Adresse Badeborner Weg 2. Der Schlachthof nahm dabei das Areal an der Ecke Badeborner Weg zur Rathenaustraße ein. Südlich des Geländes führt die Eisenbahnstrecke zum Bahnhof Quedlinburg entlang. Die erhalten Bausubstanz ist im Quedlinburger Denkmalverzeichnis eingetragen.

## Architektur und Geschichte
Der Schlachthof in seiner heute in Teilen erhalten gebliebenen Bebauung entstand 1896. Es wurden diverse Backsteingebäude errichtet, die in ihrer farblichen Gestaltung und Verzierung mit Ornamenten aufeinander abgestimmt waren. Architektonisch ungewöhnlich ist der auch heute noch erhaltene zentrale, turmartige Schornstein der in harmonischerweise in die Dachkonstruktion eingefügt wurde.
Nach der Schließung des Schlachthofes wurden diverse Gebäude abgerissen, erhaltene Gebäude erhielten eine neue Nutzung. An der Stelle des Schlachthofes entstand ein Einkaufszentrum.